# ジャン＝ポール・サルトル
ジャン=ポール・シャルル・エマール・サルトル（仏: Jean-Paul Charles Aymard Sartre [ʒɑ̃pɔl ʃaʁl ɛmaːʁ saʁtʁ]、1905年6月21日 - 1980年4月15日）は、フランスの哲学者、小説家、劇作家。内縁の妻はシモーヌ・ド・ボーヴォワール。右目に強度の斜視があり、1973年にはそれまで読み書きに使っていた左目を失明した。自らの意志でノーベル賞を辞退した最初の人物である。
実存哲学の代表者。『存在と無』などの思想を、小説『嘔吐』、戯曲『出口なし』などで表現した。

## 生涯
サルトルは1905年、フランスの首都であるパリの16区に生まれた。生後15ヶ月で、海軍将校であった父親が熱病に倒れて逝去したため、母方の祖父であるドイツ系フランス人のシャルル・シュヴァイツァー（1844 - 1935）のムードンの家に引き取られる。シャルルはドイツ語の教授であり、深い教養を備えていたので、サルトルの学問的探究心は大いに刺激された。また、3歳のとき右目をほぼ失明し、強度の斜視として生活を送ることになった。
サルトルは、フランス・パリのブルジョワ知識人階級の中で育った。1915年、フランス・パリの名門リセであるアンリ4世校に登録した。このとき、のちに作家となるポール・ニザンと知り合う。母親の再婚にともない、1917年には、ラ・ロシェルのリセに転校することになるが、サルトルは転校先のラ・ロシェルにうまく溶け込むことができず、後に挫折の年月と述懐している。この時期のエピソードとしては、母親の金を盗んだことで祖父から見離されたことや、少女を口説こうとして失敗し、自身の醜さを自覚したことなどが知られる。こうしたラ・ロシェルでの「悪い影響」を案じた家族により、1920年には再びアンリ4世校に転校してニザンと再会した。1922年にはアンリ4世校から、やはり同じく名門リセであるリセ・ルイ＝ル＝グランの高等師範学校準備学級に転籍した。
1923年、高等師範学校に入学するため、準備学級に在学中に刊行した同人雑誌「題名のない雑誌」（Revue sans titre）に短編小説『病める者の天使』を発表した。
1924年、高等師範学校（École Normale Supérieure）に入学して、モーリス・メルロー＝ポンティと知り合う。
1927年には、ニザンと共にヤスパースの『精神病理学総論』仏訳の校正を行っている。
1928年、アグレガシオン（1級教員資格）（哲学）試験に落第する。アグレガシオン試験に落第した事実は、彼を知るものを驚かせた。翌年、アグレガシオン試験を首席の成績で合格する。ニザンも同じ1929年に合格した（哲学）。このころ、同試験の次席であり、生涯の伴侶となるシモーヌ・ド・ボーヴォワールと知り合い、1929年には2年間の契約結婚を結んでいる。この結婚は、結婚関係を維持しつつお互いの自由恋愛を保障するなど前衛的なものであったが、結果的には幾度かの波乱はあったものの、サルトルが逝去するまでの50年間以上に渡りこの関係は維持された。
1931年、ルアーブルのリセの哲学科で教師となる。『真理伝説』を執筆し出版しようとしたが、この本は20ページ程の知識のみで描かれた説得力に乏しいものであったため、出版は拒否された。1933年から1934年にかけてベルリンに留学し、現象学を学ぶ。
1935年、想像力についての実験のため、友人の医師・ラガッシュによってメスカリン注射を受ける。サルトルはこの際に全身をカニやタコが這いまわる幻覚に襲われ、以降も幻覚を伴う鬱症状に半年以上悩まされることになる。甲殻類に対する恐怖は生涯続いた。
レイモン・アロンとの会話によりエドムント・フッサールの現象学に興味を持ち、エマニュエル・レヴィナスの博士論文『フッサール現象学の直観理論（La théorie de l'intuition dans la phénoménologie de Husserl）』を読み、ベルリンに留学した際には現象学の研究と小説『嘔吐』の執筆を並行して行う。その後、1936年から1939年にかけてル・アーヴルやパリで教鞭を執る傍ら、哲学・文学両面にわたる執筆活動を行い、1938年には『嘔吐』を出版して名声を博した。
第二次世界大戦のため兵役召集されるが、1940年に捕虜となったのち、1941年に偽の身体障害証明書によって、収容所を釈放された。その間に戯曲『バリオナ』を執筆。
1943年、主著『存在と無』を出版する。副題に「現象学的存在論の試み」と銘打たれているとおりにフッサール現象学とマルティン・ハイデッガーの存在論に色濃く影響されている。
戦争体験を通じて次第に政治的関心を強めていったサルトルは、1945年にはボーヴォワールやメルロー＝ポンティらと雑誌『レ・タン・モデルヌ』を発行する。以後、著作活動の多くはこの雑誌を中心に発表されることになる。評論や小説、劇作を通じて、戦後、サルトルの実存主義は世界中を席巻することになり、特にフランスにおいては絶大な影響力を持った。
徐々にマルクス主義に傾倒し、一旦は諸外国へ軍事侵攻を行う前のソ連を擁護する姿勢を打ち出していた。これがアルベール・カミュやメルロー＝ポンティとの決別の原因のひとつとなった。
1952年8月、カミュが『反抗的人間』に対するジャンソンの批判に抗議したのに対して、「アルベール・カミュに答える」を執筆。この論争によって二人は完全に決裂した（カミュ=サルトル論争）。

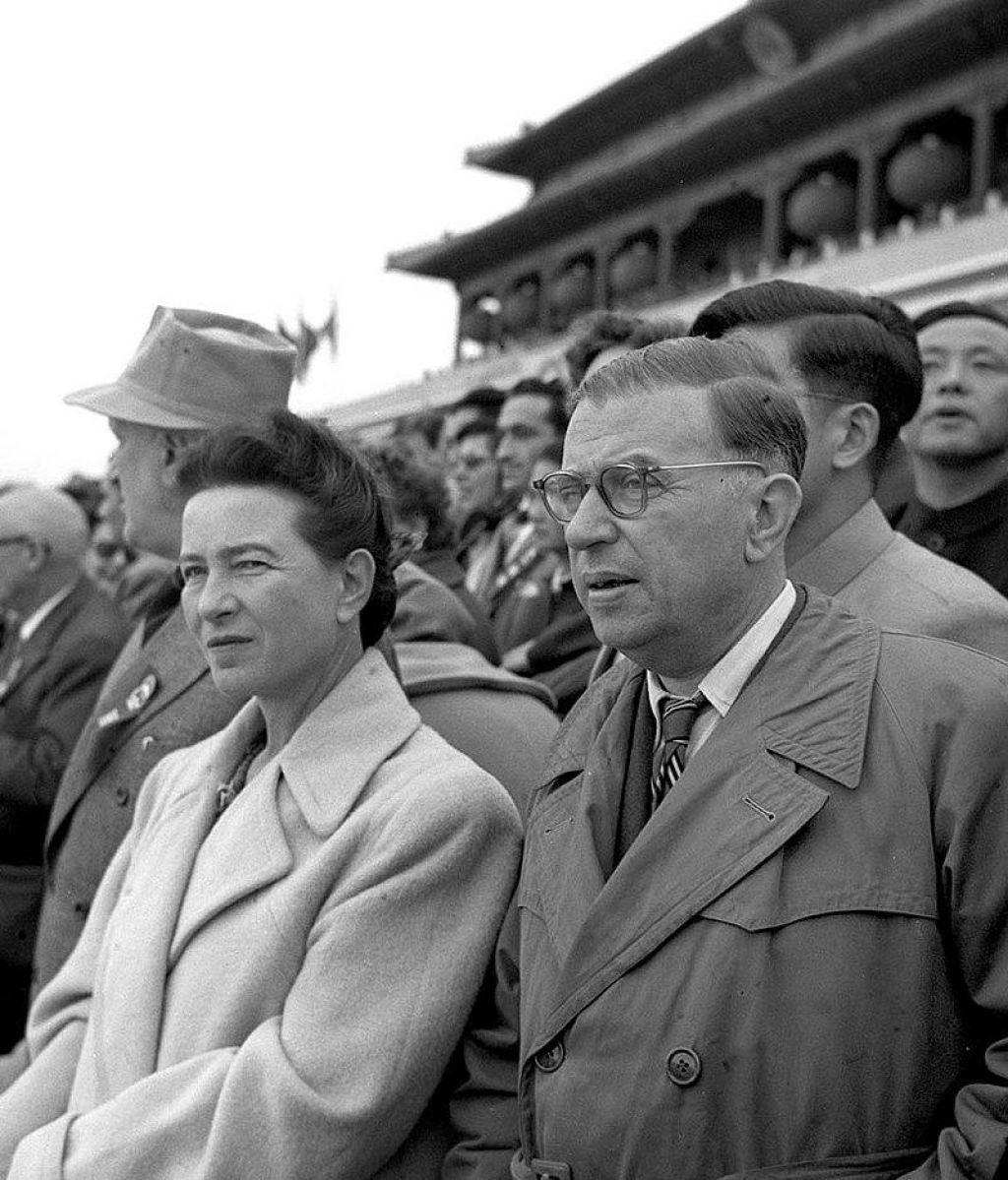
1955年に北京でシモーヌ・ド・ボーヴォワールとジャン=ポール・サルトル

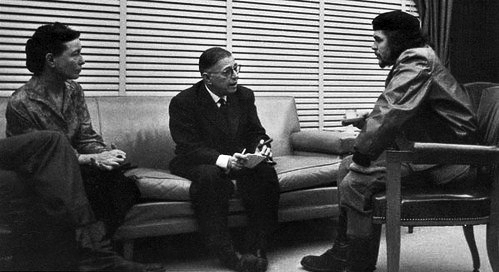
キューバを訪問し、ボーヴォワールと共にチェ・ゲバラと会談するサルトル（1960年）。
_{サルトルはゲバラ最後の戦場となったボリビアでの革命運動での死亡まで、このアルゼンチン出身の革命思想家に支持を寄せた。}

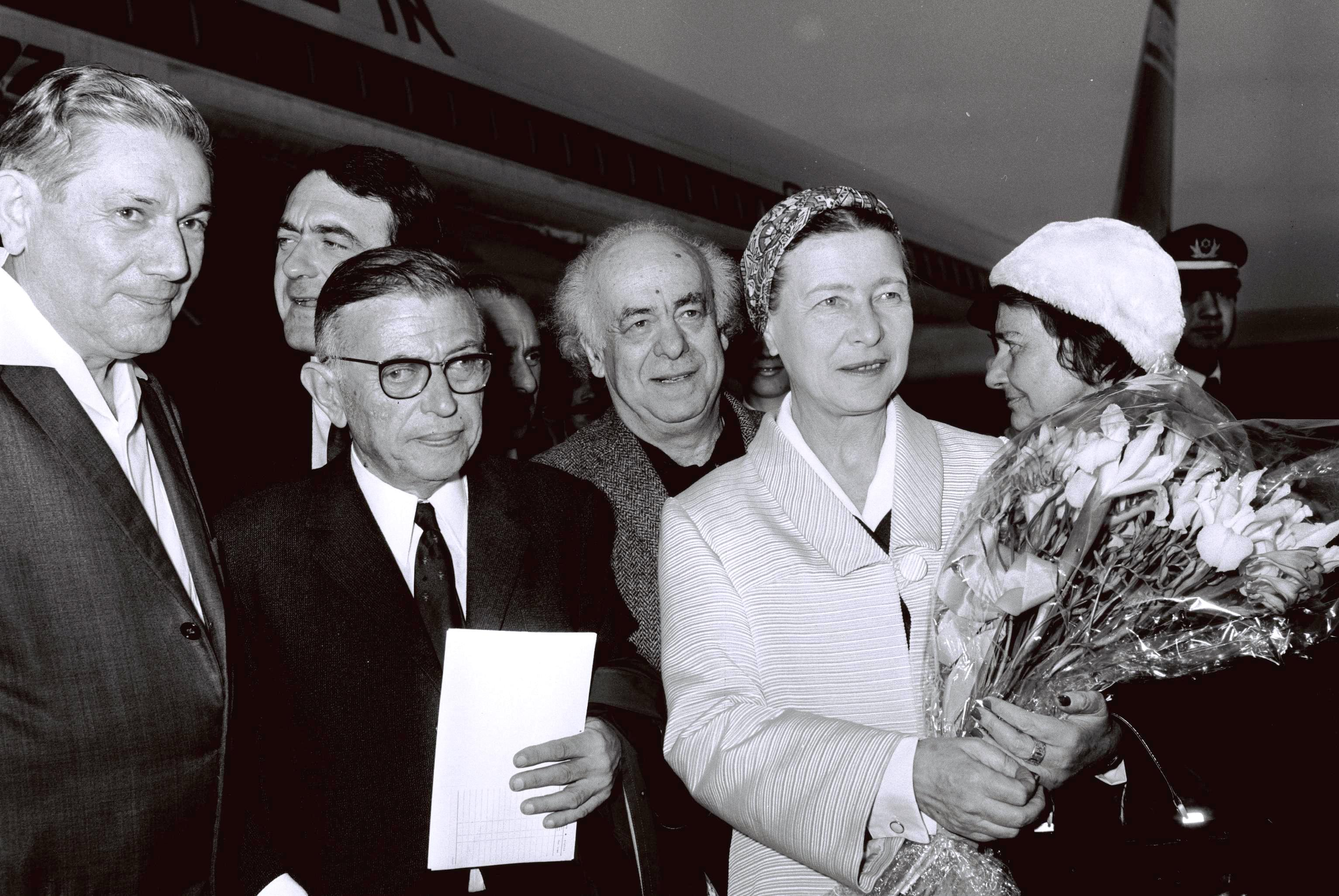
1967年。サルトル（前列左から2人目）の右側の女性がシモーヌ・ド・ボーヴォワール

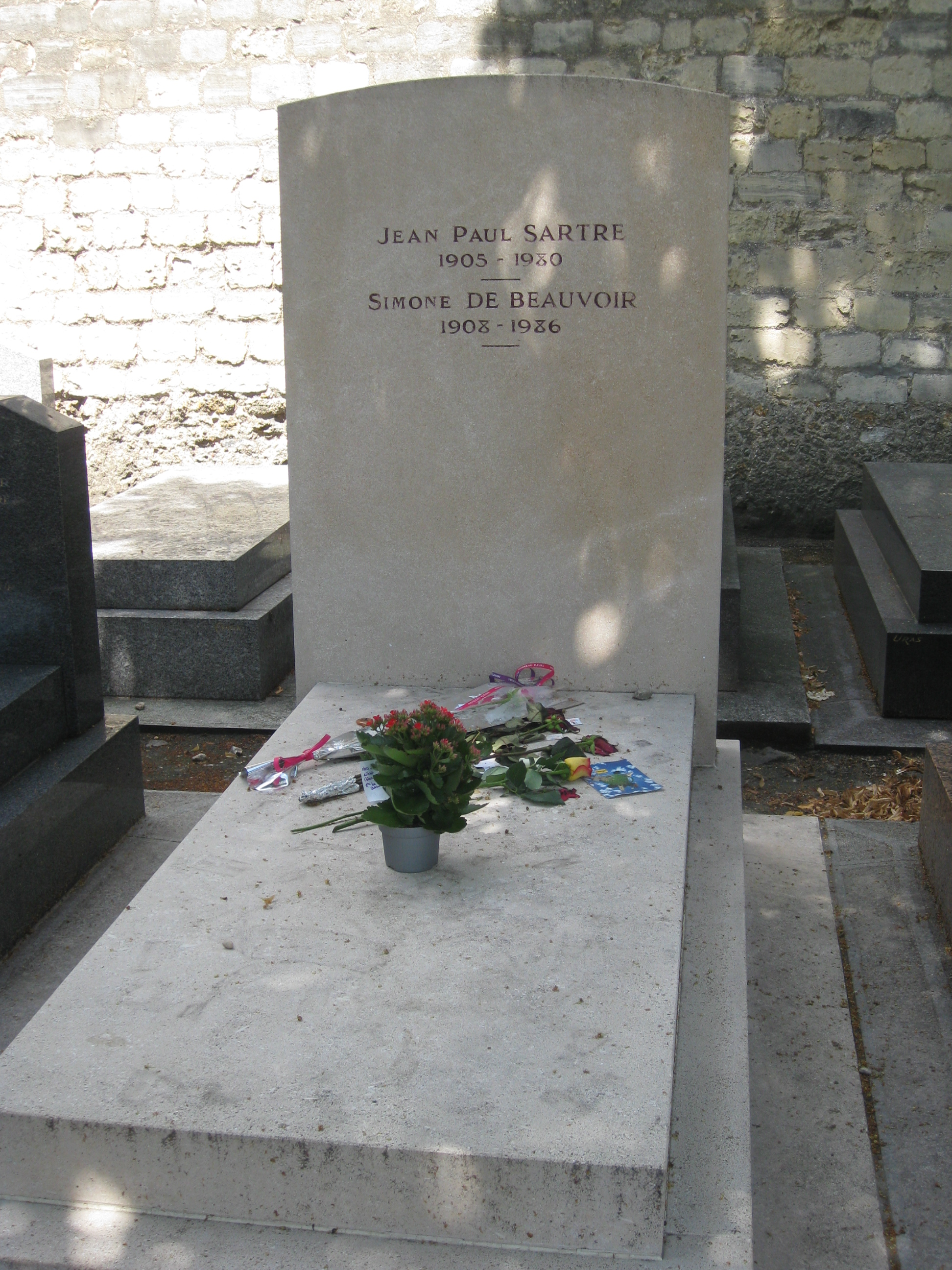
モンパルナス墓地にあるサルトルとボーヴォワールの墓

構造主義が台頭しはじめると、次第にサルトルの実存主義は「主体偏重の思想である」として批判の対象になる。とりわけクロード・レヴィ＝ストロースが、1962年の『野生の思考』の最終章「歴史と弁証法」において行ったサルトル批判は痛烈なものであった。しかしながら、当時の「構造主義ブーム」の中でレヴィ＝ストロースによるサルトル批判の妥当性が充分に検証されたとは言いがたい。後に竹内芳郎は『マルクス主義の運命』（解題）の中で「レヴィ＝ストロースは『弁証法的理性批判』について何一つ理解しておらず、サルトルへの批判は的外れだった」という趣旨の見解を述べている（ここでレヴィ＝ストロースが批判の対象としたサルトルの著作は『弁証法的理性批判』であったが、その内容については「思想」を参照されたい）。
その後、アンガジェ / アンガージュマン（政治参加もしくは社会参加）の知識人として、自らの政治的立場をより鮮明に打ち出し、アルジェリア戦争の際にはフランスからの独立を目指す民族解放戦線（FLN）を支持する。アルジェリア独立後もサルトルはキューバ革命後のキューバの革命政権を支持するなど脱植民地化時代における第三世界の民族解放運動への支持は一貫していたが、ソ連の立場を概ね支持しながらも、ソ連派の共産党には加入せず、ソ連による1956年のハンガリー侵攻、1968年のプラハの春に対する軍事介入には批判の声をあげた。やがてソ連への擁護姿勢を改め、反スターリン主義の毛沢東主義者主導の学生運動を支持するなど独自の政治路線を展開していく。しかし、左派陣営内であったことはかわりがない。
1964年、ノーベル文学賞に選出されたが、「作家は自分を生きた制度にすることを拒絶しなければならない」として受賞を拒否・辞退して式を欠席したこのときは、候補に挙がっていたことを知ってあらかじめ辞退の書簡をノーベル委員会に送付していたが、書簡の到着が遅れたためノーベル賞受賞決定後に辞退することとなった。なお、サルトルは公的な賞をすべて辞退しており、この数年前にはレジオンドヌール勲章も辞退している。
1966年9月18日、慶應義塾大学と、サルトルの日本語版全集を出版していた人文書院の招待により、ボーヴォワールとともに来日した。同月20日、同大学でサルトルとボーヴォワールはそれぞれ講演。雑誌『世界』のために大江健三郎、坂本義和、鶴見俊輔、日高六郎、加藤周一（司会）らとの座談会に参加した（座談会は1966年12月号に掲載）。10月10日、広島市の平和公園を訪れ、原爆病院で被爆者と懇談した。同月15日、ベ平連の主催する討論集会に参加し、翌16日に帰国した。
1973年2月3日には、ベニ・レヴィ、セルジュ・ジュリとともに左派日刊紙『リベラシオン』を創刊する。この『リベラシオン』はフランスの主要日刊紙の一つとなった。
1973年には激しい発作に襲われ、さまざまな活動を制限することになる。また、斜視であった右目は3歳からほぼ失明していたが、残る左目からの眼底出血により、この時期に両目とも失明する。ただし、光、ものの形、色までは視えると1975年にインタビューで語る（『シチュアシオンⅩ』所収「70歳の自画像」）。失明によりギュスターヴ・フローベール研究（『家の馬鹿息子』）の完成の不可能を悟る。ボーヴォワールとの対話の録音を開始する（のち、『別れの儀式』に収録）。晩年、自力による執筆が不可能となったサルトルは「共同作業」によっていくつかの著作を完成させようとするが、いずれの試みも失敗に終わっている。特にユダヤ人哲学者ベニ・レヴィと取り組んだ、ユダヤ教思想に影響を受けた倫理学についての著作には意気込みを示し、「いま、希望とは（ L'espoir maintenant）」と題されたレヴィとの対話記録を新聞に発表していた。「いま、希望とは」ではかつての主体を重視した実存主義思想から大きな転換がはかられていた。その転換に戸惑ったボーヴォワールはこの対話を、レヴィが加齢により判断力を失ったサルトルをかどわかし書かせたものだとし、取り消しを迫ったが、サルトルはこれは歴とした自身の思想であるとして退けた。また、この時期に作家フランソワーズ・サガンとの交流があったことが、サガンの「私自身のための優しい回想」に記されている。
1980年、肺水腫により74年の生涯を閉じたときにはおよそ5万人がその死を弔った（その群集の中にはベルナール＝アンリ・レヴィやミシェル・フーコーもいた）。遺体はパリのモンパルナス墓地に埋葬されている。サルトルの死後、主にボーヴォワールおよび養女である アルレット・エル・カイム（Arlette Elkaïm。34歳年下で1956年以降愛人、1965年に養女、遺言執行人）らの編集により多数の著作が出版された。

## 思想
サルトルの思想は実存主義によるもので、今まさに生きている自分自身の存在である実存を中心とするものである。特にサルトルの実存主義は無神論的実存主義と呼ばれ、自身の講演「実存主義はヒューマニズムであるか」（のちに出版される『実存主義とは何か』のもととなった講演）において、「実存は本質に先立つ」と主張し、『存在と無』では「人間は自由という刑に処せられている」と論じた。
もし、すべてが無であり、その無から一切の万物を創造した神が存在する（有神論の立場）ならば、神は神自身が創造するものが何であるかを、あらかじめわきまえている筈である。ならば、あらゆるものは現実に存在する前に、神によって先だって本質を決定されているということになる。この場合は、創造主である神が存在することが前提になっているので、「本質が存在に先だつ」ことになる。
しかし、サルトルは「そのような一切を創造する神がいないのだ（無神論の立場）としたらどうなるのか」と問う。創造の神が存在しないというならば、あらゆるものはその本質を（神に）決定されることがないまま、現実に存在してしまうことになる。この場合は、「実存が本質に先だつ」ことになり、これが人間の置かれている根本的な状況なのだと主張するのである。
そこでまず、即自と対自という対概念を導入する。これは物事のあり方と人間のあり方に分けて対比させたもので、即自である物事とは、「それがあるところのもの（l'être est ce qu'il est）」であるとした。これは物事が、常にそれ自身に対して自己同一的なあり方をしていることを意味し、このようなあり方を即自存在（être-en-soi）という。
それに対して、対自（pour-soi）である人間とは、「それがあるところのものであらず、それがあらぬところのものであるもの」とした。人間は、何をやっているときでも常に自分を意識することができるので、物事のように自己同一的なあり方をしていない。AはAであるといわれるのは即自存在においてのみであって、対自においてはAはAであったとしか言われえない。対自は仮に存在といわれたとしてもそれ自身は無（néant）である。これは人間があらかじめ本質を持っていないということを意味する。このことについては「人間とは、彼が自ら創りあげるものに他ならない」と主張し、人間は自分の本質を自ら創りあげることが義務づけられているとした。
人間は自分の本質を自ら創りあげることができるということは、例えば、自分がどのようにありたいのか、またどのようにあるべきかを思い描き、目標や未来像を描いて実現に向けて行動する「自由」を持っていることになる。ここでのサルトルのいう自由とは、自らが思い至って行った行動のすべてにおいて、人類全体をも巻き込むものであり、自分自身に全責任が跳ね返ってくることを覚悟しなければならないものである。このようなあり方における実存が自由であり、対自として「人間は自由という刑に処せられている（人間は自由であるように呪われている（condamné à être libre））」というのである。
とはいえ、人間は自分で選択したわけでもないのに、気づいたときにはすでに、常に状況に拘束されている。他人から何ものかとして見られることは、わたしを一つの存在として凝固させ、他者のまなざしは、わたしを対自から即自存在に変じさせる。「地獄とは他人である（l'enfer, c'est les autres）」。そのうえ、死においては、すでにかけ離されたものであって、もはや切り札は残されていない。わたしを対自から永久に即自存在へと変じさせる死は、私の実存の永遠の他有化であり、回復不能の疎外であるといわれる。
しかしながら、これを常に状況によって自分が外から拘束されているとみなすべきではない。自由な対自としてのかぎりでの人間は、現にあるところの確実なものを抵当<gage>に入れて、いまだあらぬところの不確実なものに自己を賭ける<gager>ことができる。つまり、自己が主体的に状況内の存在に関わり、内側から引き受けなおすことができる。このようにして現にある状況から自己を開放し、あらたな状況のうちに自己を拘束することはアンガージュマン<engagement>といわれる。
サルトルは自らのアンガージュマン<engagement>（社会参加）の実践を通してしだいに社会的歴史的状況に対する認識を深め、マルクス主義を評価するようになっていく。『存在と無』に続く哲学的主著『弁証法的理性批判』は、実存主義（あるいは現象学的存在論）をマルクス主義の内部に包摂することによって、史的唯物論の再構成を目指したものだった。
なぜ、そのような作業が必要だとサルトルは考えたのか。『弁証法的理性批判』序説の『方法の問題』によれば、ソ連をはじめとする共産党の指導者たちが、マルクス主義理論を教条化することによって、それにあわない現実を切り捨てていったからである。「彼らは教条を経験の力の及ばぬところに置いた。理論と実践の分離はその結果として、実践を無原則な経験主義に変え、理論を純粋で凝結した“知”に変えてしまうことになった」（『方法の問題』人文書院 30頁）
『批判』においてサルトルが行おうとしたことは、実践弁証法によって史的唯物論を再構成し、「発見学」<euristique>としての本来のマルクス主義を基礎づけなおすことだったのである。
『弁証法的理性批判』は、
1. 構成する弁証法（個人的実践）
2. 反弁証法（実践的惰性態）
3. 構成された弁証法（集団的実践）

の3つの段階を進んでいく。その内容を大まかに見ると次のようになる。
人間の主体的実践が疎外され客体化・固定化することによって実践的惰性態<pratico-inerte>「＝生産物、生産様式、諸制度、政治機構など、人間によってつくられた“存在”」が形成される。それは、人間によって形成されたものであるが、「すでに形成されたもの」として諸個人を規定・支配する社会的・歴史的現実である。それらの分野に埋没し、受動的に支配される人間は、真の活動性を持たない集合態<collectif>にすぎないが、共通の目標を目指す集団<groupe>を形成し「共同の実践」をつくりだすことによって、実践的惰性態をのりこえ、真の活動性をとりもどす。
実践的惰性態（＝生産物、生産様式、政治制度等）は、いわば歴史の「受動的原動力」であり、社会・歴史の客観的構造や運動法則というのはこの分野において成立する。それに対して集団的実践（特に階級闘争）は歴史をつくる人間の主体的活動であり、歴史の「能動的原動力」というべきものである。
このような『弁証法的理性批判』における理論形成の意図をサルトルは『方法の問題』の中で繰り返し述べている。
例えば『方法の問題』の第2章、「媒体と補助諸科学の問題」でサルトルは「生産関係及び社会的政治的構造の水準では、個々の人間はその人間関係によって条件づけられている（76頁）」として、生産関係（経済的土台）等と個人との間に家族、居住集団、生産集団など現実に数多くの「媒体」が存在すること、「発見学」としてのマルクス主義はそれをも含めて解明していくことが必要であると主張した。
そして、個人の意識の縦の方向に関わるものとして精神分析学の成果を、また、社会的な横の総合に関わるものとしてアメリカ社会学の成果を、マルクス主義の中に「方法」として取り入れることを主張したのである。
より内容に踏み込むならば次の点がある。
まず、サルトルはこの『弁証法的理性批判』のなかで、初期の哲学『存在と無』における自由の哲学が深められたマルクス主義的実存哲学のなかではどのように記述されるかを『存在と無』の用語を用いて説明している。サルトル自身による明快な説明である。
「『存在と無』を読んだ人々には、必然性の基礎は実践的であると言おう。つまりそれは、まず自己を〈即自〉の環境にある惰性的なものとして、あるいは、せいぜい、実践的＝惰性態として見出す行為者としての〈対自〉である。というのは、そう言いたければ、無機的なものの有機化としての行動の構造そのものが、まず即自存在としてのその疎外された存在を対自に送り返すからである。自己による自己の認識すべての基礎としてのこの人間の惰性的物質性は、従って、認識の疎外であると同時に疎外の認識である。人間にとっての必然性とは、自己を自己とは違う他者として他者性の次元で本来的に把握することである。」（『弁証法的理性批判』Ⅰ　人文書院 　271-272頁）ここには対自存在が実践的＝惰性態における行為者として見出されるという挫折が、『存在と無』の深化として見出されている。
ここでサルトルはマルクスが用いた労働疎外の概念を実存の問題として詳細に描いている。具体的には〈他者〉(Autre)という、自己にとって自己が非-自己、反-人間、異種と化す事態として描く。人間が欲求を以て実践し、物質を加工し、物資を生産すると、支配される筈の生産物は反転し、人間を支配するようになる。自己は自己にとっての客観性・外面性となり、自己にとっての敵となり、自己に戻ってくる。その自己こそが〈他者〉である。その反転はさらに構造化され、一部の受益集団の媒介によって〈他者〉は自己に要求するようになる。このような、実践や要求が対象（加工される物質）において反転し、自己を支配し、〈他者〉と化する構造をサルトルは第一部全編に亘って書き綴っている。〈他者〉という概念は資本主義下の実践的＝惰性態における存在と同義である。言い換えれば、資本制が己の合理性を表明することで一般化するなかでの真実として、サルトルは〈他者〉の概念によって資本制の一般化を覆している。
もうひとつ重要な点として、サルトルがこの作品において、現代社会における受動的統一体の構造をあからさまに分析しているということがある。たとえばサルトルが現代社会をここで分析して見せる場合の概念に集列体＜série＞がある。路線バスを停留場で待つ群、あるいはラジオを一方的に聴き入れる聴取者、あるいは世論（opinion publique）、あるいは植民地における被植民者への差別・侮蔑を例に出しながら、以下のように分析する。「結局、集列体が対象の受動的作用のもとに人々を結合する絆として他者性を使用するのであるから、またこの受動的作用が絆の役をする他者性の一般的型を定めるのであるから、他者性はその特殊な要求とともに多数の人々のあいだで生みだされるところの実践的=惰性的対象そのものである。」実用性やメディアによって集合させられ並列させられる群にたいし、誰でもない〈他者〉という外在性としてしかもその内面化として繁殖する現代人を、即自的な受動的統一体として捉えている。このように、生産関係を根底から支えて行く大衆社会の特徴をサルトルは構造的にリアルに詳述してみせている。
第一部において「個人的実践から実践的＝惰性態へ」が描かれた後に、第二部に於いては「集団から歴史へ」という革命集団の描写に移る。ここで重要なのは、溶融集団と名づけられた無定形の集団（例えば、フランス革命においてバスティーユ牢獄を襲撃する行動によって結びついたパリ市民の集団）が、激しい行動の終結と同時に解体の危機に直面し、誓約集団に変化する段階である。人々の誓約によってこの集団は成立し、成員は同胞性によって結びつくのであるが、そこでは裏切り（或いは裏切りと推定される）者への処刑や私刑も含めた暴力とこの同胞性とが、不可分のものとして記述されている。つまり、誓約とは集団の解体を防ぐために結ばれるという意味において、各人が、集団を裏切る（そのように見える）個人への裁判権を持つことになり、それは「超人間的な石化した権能として人間の手に戻る自由」であり「しかもそれ〔自由〕は異質性として、すなわち彼らの諸々の可能性の乗り越え不可能な否定として」機能する。このような、「革命的な誓約集団において、同胞性が恐怖や暴力と切り離せないものとして生み出されるという理論」は、1970年代日本の連合赤軍内部で起こった〈内ゲバ殺人事件〉などをも説明しうる予言的な集団論だったということもできる。
溶融集団、誓約集団、組織集団、制度集団と発展する集団は、その統一性を維持するべく外と内との敵対的な力に抗するなかで、新たなる組織（序列）-集列性が形成されていき、集団の主宰者とその他に分化する。この過程の中で集団はそれ自体が〈他者〉と化す。集団は維持を目的とするなかでそれ自体が反=目的性に転化する。集団から集合体（受動的集列体）への変質が起こる。このように、現実の歴史の中で起こった革命的実践集団の変質をも可知的にしようと考察を重ねるなかで『弁証法的理性批判』第一巻　実践的総体の理論は終わる。第二巻は、膨大な草稿が書かれたものの頓挫し、公式に発表されることはなかった。
以上のように、実践的惰性態<pratico-inerte>、集合態<collectif>、集団<groupe>等の概念を駆使して史的唯物論の再構成を目指した『弁証法的理性批判』の意図は、マルクス主義の中に精神分析学やアメリカ社会学の成果を包摂し、20世紀の知の集大成を行うことで「構造的、歴史的人間学」を基礎づけることであった。
以上のような『存在と無』『弁証法的理性批判』によって形成されたサルトル思想は、晩年、1970年にギュスターヴ・フローベール論『家の馬鹿息子』が書かれ、発表される頃に更なる変貌を遂げていく。フローベールという非-政治的作家を研究する過程で、サルトルはフローベールが幼少期に蒙った、優秀な兄へのコンプレックス、また父が解剖医である家族の期待から、読み書き困難や自己放棄的受動性に陥りその自閉的で想像的な自我が作家にさせた事実を発見する。しかもその創造活動とは、作品が作者の現実における、予め下されていた非-存在、恥辱や生涯の劣等的位置を原動力とし、反転させ、人間世界を、宇宙を、他者のプラクシスによって自らに刻印され有罪化され内面化された歴史を再-外在化し、自ら失墜し失権させる物語を想像界で反芻するようになる。「この殉教者、この失権者が、誓約によって〈非-存在の王〉となり、自分の欲求不満を引き受け、その欲求不満を、無力でありかつ無力であることを意識している夢として、宇宙的な動乱によって存在を消滅させようという夢として、再外在化させる必要がある。要するにこの悪人は、おのれを踏みつぶす現実に抗して〈想像界の王子〉となる必要があるのだ。また、死にいたるまでこの肩書きを保ち続けるのに十分な忍耐と力を有し、夢幻的光景をとおして現実を失格させることに自己の人生の一瞬一瞬を捧げつつ〈無〉を架空のオペラとして構築するのに十分な想像力を持つ要があるのだ。」（『家の馬鹿息子』第１巻　人文書院　485頁）フローベールの特異な生涯からサルトルは、人間には乗り越え難い幼少期があり、素因構成（constitution）、人格構成（personnalisation）が為されること、「つまり、ギュスターヴは、永久に幼少期を脱け出ることはなかった」（『家の馬鹿息子』第１巻　人文書院　55頁）「われわれは例外なしに幼年時代に自分を見失ってしまう。教育方法、両親-子供の関係、学校教育等々、こうしたことすべてが自我を与えるのだが、それは見失われた自我なのだ」（『シチュアシオンⅩ』所収「『うちの馬鹿』について」　人文書院　94頁）とし、人間は宿運（predestination）を決められてしまう事、運命（voue）づけられてしまう事、自由とは全的に直観されるものではなく、先史から（自己の歴史が始まる前すなわち幼少期から）生きられてしまう己によって選択を狭められてしまうことを発見する。
「すなわち、決定論の裏返しである〈宿命〉は、彼女にあってもギュスターヴにおけるがごとく、不幸への自由なのだ。」（『家の馬鹿息子』第１巻　人文書院　336頁）「換言すれば、〈存在〉は一つの選択である。ただし、それはわれわれ各人のうちにあって、〈他者〉の選択なのだ。それ故、二人の有罪者が存在する。すなわち、この悪しき、かつ超越的な選択を私独自の選択によって引き受け、実現する私と、私を罪と不幸にふさわしくつくりあげた、サディストの創造者たる〈他者〉とである。」（同　336頁）「ボクシングの相手がわたしにフェイントをかけ、ガードを低くする。そこでわたしは飛び込むが思わぬ一撃をくらう。彼はわたしの動作を失敗させようと、わたしの動作が彼の動作を補助するものになるようにと、私が自分の動作に奉仕していると思いこみつつ彼の目的に奉仕する手段にいつのまにか自発的になるようにと、仕組んだのである。」（同　420頁）「初期作品のすべてにただ一つの同じモチーフがみられる。他者的志向性、ないしは盗まれた自由というモチーフだ」（同　421頁）「盗まれた自由」という概念は同書の原注でサルトル自身によって指摘されているごとく、自由の哲学の更なる深化として『弁証法的理性批判』において「反目的性（countre-finalite）」としてすでに重要な概念とされていたものである。これらの概念が語られたインタビュー「『うちの馬鹿』について」は相手ミシュエル・コンタにかつての自由の哲学の変貌で衝撃を与える。それらの変貌した人間学は、『家の馬鹿息子』（1971年）また『シチュアシオンⅨ』（1972年）『シチュアシオンⅩ』（1976年）またドキュメンタリー『サルトル―自身を語る』（1972年撮影。1976年フランス公開）において語られている。
　ここでは自由とは、自己の生誕以前の歴史（先史）と生誕以後の歴史（幼少期の経歴）によって予め有限的に選択は狭められており、狭められた選択の中で人間は選ぶしかない。人間は自己という資質を抱えながら、それと抗いながら、自由を見つけ出すしかない。しかもその自由とは、‘自由な’のりこえによってしばしば、他者が運命づけた畝に沿って行くものにしかならない。「人間の意図、ないしは半ば人間の意図の介入していない〈宿命〉というものはないのだ。〈宿命〉とはわれわれの生に畝をつけ、われわれの生の予見された終末から発端へ向かう暗い意志である。賭は前もってなされているのだ。」（『家の馬鹿息子』第１巻　人文書院　421頁）そこで人間は、自己の資質や環境との絶えざる渡り合いまた乗り越えとして自由を生きるしかない。しかし、この乗り越え自体は、無意識などには還元不可能な意識であり精神分析学が取り上げないものである。具体的には次のように『シチュアシオンⅨ』で語られる。「わたしは、人間はつねに、他人が彼を作り上げたものによって何ものかを作りうるものだと信じています。これこそ今日わたしが自由に与える定義です。つまりそれは、全的に条件づけられた社会的存在を、自分がその条件づけ〔制約〕から受け取ったものをそっくりそのまま復元するのではない一個の人間にならしめるあのささやかな運動であり、たとえば、ジュネが泥棒となるように厳密に条件づけられていたときに、彼を一人の詩人たらしめたものなのです。」（『シチュアシオンⅨ』人文書院　81頁）「少女が年上の男性に固執することは、彼女の父親との関係によって説明できます。同様に、青年のある少女への執着はさまざまに錯綜する根源的な諸関係によって説明可能です。けれども、古典的な精神分析学的な解釈において欠けているものは、弁証法的な還元不可能性という観念です。史的唯物論のような、ほんものの弁証法的理論にあっては、諸現象は相互に弁証法的に展開します。弁証法的規定にはさまざまな異なった局面があり、その局面の一つ一つがそれに先立つ局面によって条件づけれらながら、同時にその先行する局面を統合しのりこえるのです。還元不可能なのはまさにこののりこえです。」（『シチュアシオンⅨ』人文書院　85-86頁）
　アンガージュマンについても、『サルトル-自身を語る』では次のように言われている。「それにわたしは左翼に参加した文学よりも非参加の文学の方をいつでも好んだな。いつでもね。またじじつ、政治化というのはアンガジュマンには必要ではないと考えている。政治化というのはアンガジュマンの窮極の形なんだ。そう、アンガジュマンとはまず文学作品をとおした状況への異議申し立てだ。あるいは状況の受け入れだ。どちらでも構わない。だがいずれにせよ、文学とは一般的に言って、それが語っていることよりもずっと巾が広いということを認めるという事、これがアンガジュマンなんだ。文学は必然的に全体の問い直しということを内包している。」（『サルトル―自身を語る』人文書院　89頁）1972年の段階ではサルトル思想の代名詞であるアンガージュマンについて、以上のように文学を通した異議申し立てであり、あるいは状況の受け入れである。文学を通した全体の問い直しであり、政治化に直結しないことが言われている。

## 主要著作

### 哲学著作
- 『想像力』 L'Imagination（1936年）
- 『自我の超越』 La Transcendance de l'ego（1937年）
- 『情緒論素描』 Esquisse d'une théorie des émotions（1939年）
- 『想像力の問題』 L'Imaginaire（1940年）
- 『存在と無』 L'Etre et le néant（1943年）
- 『方法の問題』 Question de Méthode（1960年）
- 『弁証法的理性批判』 Critique de la raison dialectique（1960年）
- 『倫理学ノート』 Cahiers pour une morale（1983年、未訳）
- 『真理と実存』 Vérité et existence（1989年）

### 評論
- 『ユダヤ人』Réflexions sur la question juive（1946年、1954年再発）
- 『実存主義とは何か』L'Existentialisme est un humanisme（1946年）
- 『シチュアシオン』 Situations（1947–65年）
  - 『文学とは何か』 Qu' est-ce que la littérature?（1948年）

#### 作家論
- 『ボードレール』 Baudelaire（1947年）
- 『聖ジュネ──殉教者と反抗』（ジャン・ジュネについて） Saint Genet, comédien et martyr（1952年）
- 『家の馬鹿息子』（ギュスターヴ・フローベール について） L'Idiot de la famille, Gustave Flaubert de 1821 a 1857（1971&1972年）
- 『ステファヌ・マラルメ論』 Mallarmé, La lucidité et sa face d'ombre（1986年）

### 小説
- 『壁』 Le mur（1937年）
- 『エロストラート』 Erostrate（1938年）
- 『水いらず』 Intimité（1938年）
- 『部屋 (小説)』 La chambre（1938年）
- 『一指導者の幼年時代』 L'enfance d'un chef（1938年）
- 『嘔吐』 La Nausée（1938年）
- 『自由への道』 Les chemins de la liberté（1945年、1949年）
  - 第一部『分別ざかり』 L'âge de raison （1945年）
  - 第二部『猶予』 Le sursis（1945年）
  - 第三部『魂の中の死』 La mort dans l'âme（1949年）
  - 第四部『最後の機会』（未完）La dernière chance（1949年）
- 『アルブマルル女王もしくは最後の旅行者』 La reine Albemarle ou le dernier touriste （1991年）

### 戯曲
- 『蝿』 Les Mouches（The Flies）1943（1943年6月2日初演、シャルル・デュラン演出）
- 『出口なし』 Huis Clos 1945（1944年5月27日初演、R・ルーロー演出、ヴィユ・コロンビエ劇場）
- 『恭しき娼婦』 La putain respectueuse（1946年11月8日初演）
- 『墓場なき死者』 Morts sans sépulture（1946年11月8日初演）
- 『汚れた手』 Les Mains sales（1948年4月2日初演） （日本初演1967年9月29日-11月1日、砂防会館ホール、民芸、演出宇野重吉、出演滝沢修ほか）
- 『悪魔と神』 Le Diable et le Bon Dieu （The Devil and the Good Lord）（1951年6月7日初演）
- 『キーン』 Kean  1954（1953年11月14日初演、サラ・ベルナール劇場）
- 『ネクラソフ』 Nekrassov  1956（1955年6月8日初演）
- 『アルトナの幽閉者』 Les Séquestrés d'Altona  1959（1959年9月24日初演）
- 『トロイヤの女たち』 Les Troyennes  1965（1965年3月10日初演）

### 自伝
- 『言葉』 Les Mots（1963年）
- 『奇妙な戦争──戦中日記』 Carnets de la drôle de guerre（War Diaries: Notebooks from a Phoney War 1939-1940）（1983年）

### その他
- 『反逆は正しい』 On a raison de se révolter（1973年）（フィリップ・ガヴィ、ピエール・ヴィクトールとの共著）
- 『サルトル-自身を語る』　SARTRE par lui-même（1977年）（同名映画のテキスト）
- 『別れの儀式』　LA CÈRÈMONIE DES ADIEUX（1981年）（シモーヌ・ド・ボーヴォワールによって書かれた1970-1980年の回想と1974年８-９月に為されたサルトルへのインタビューより構成）

### 映画
- 『サルトル-自身を語る』　SARTRE par lui-même（1976年カンヌ映画祭及びフランスで公開）（監督　アレクサンドル・アストリュック、ミシェル・コンタ）

## 邦訳
※「嘔吐」、「シチュアシオン」の細目を除く
- 『水いらず・壁』伊吹武彦、吉村道夫訳 世界文学社 1946
- 『サルトル全集』人文書院　1950 - 1977、改訂1980（一部）

第1・2・3巻 「自由への道」 佐藤朔、白井浩司訳 1950-52
第4巻　未刊
第5巻 「短篇集」水いらず・壁(伊吹武彦訳) エロストラート(窪田啓作訳) 部屋(白井浩司訳) 一指導者の幼年時代(中村真一郎訳) 1950
第6巻　嘔吐（白井浩司訳） 1951
第7巻　汚れた手 劇作集　汚れた手(白井浩司訳) 墓場なき死者(鈴木力衛訳) 1951
第8巻　恭々しき娼婦 劇作集 第2　出口なし(伊吹武彦訳) 恭々しき娼婦(芥川比呂志訳) 1952
第9巻　シチュアシオン　文学とは何か
第10巻　唯物論と革命 シチュアシオン 1953
第11巻　アメリカ論 シチュアシオン 1953
第12巻　未刊
第13巻　実存主義とは何か 実存主義はヒューマニズムである　伊吹武彦訳 1955
第14巻　劇作・狂気と天才 キーン　鈴木力衛訳　1956
第15巻　ボードレール　佐藤朔訳 1956
第16巻　悪魔と神 劇作　生島遼一訳 1952　のち新潮文庫
第17巻　ネクラソフ　淡徳三郎訳　1956
第18・19・20巻　存在と無 現象学的存在論の試み　松浪信三郎訳
第21巻　賭はなされた　福永武彦訳 1957
第22巻　スターリンの亡霊　白井浩司訳 1957
第23巻 哲学論文集　想像力(平井啓之訳) ・自我の超越・情緒論粗描(竹内芳郎訳) 1957
第24巻　アルトナの幽閉者　永戸多喜雄訳 1961
第25巻　方法の問題　平井啓之訳 1962
第26巻　弁証法的理性批判 第1巻 実践的総体の理論 第1　竹内芳郎、矢内原伊作訳 1962
第27巻　弁証法的理性批判 第1巻 実践的総体の理論 第2　平井啓之、森本和夫訳 1965
第28巻　弁証法的理性批判 第1巻 実践的総体の理論 第3　平井啓之、足立和浩訳 1973
第29巻　言葉　白井浩司・永井旦訳 1964、改訂版1980
第30-32巻　シチュアシオン 第4-6
第33巻 トロイアの女たち 芥川比呂志訳
第34・35巻 聖ジュネ 殉教と反抗　白井浩司、平井啓之訳 1966　のち新潮文庫（上下）
第36・37・39巻　シチュアシオン 8・9・10
- 『サルトル著作集』全7巻、人文書院 1961。選集

- 『革命か反抗か カミュ=サルトル論争』佐藤朔訳編 新潮社 1953　のち新潮文庫 改版2004
- 『歯車』中村真一郎訳 人文書院 1954
- 『マルクス主義論争』C.ルフォール共著 白井健三郎訳 ダヴィッド社 1955
- 『ユダヤ人』安堂信也訳 岩波新書 1956
- 『知識人の擁護』人文書院 1967

佐藤朔 岩崎力 松浪信三郎 平岡篤頼 古屋健三訳
- 『否認の思想 ’68年5月のフランスと8月のチェコ』人文書院 1969

三保元、海老坂武、花輪莞爾、大久保健治、大久保昭男、栗栖継訳　
- 『サルトル対談集 1 現代文学を語る』『2 哲学・政治・言語を語る』 鈴木道彦 ほか訳 人文書院 1969-70
- 『水いらず』伊吹武彦、白井浩司 ほか訳、新潮文庫 1971、改版2004
- 『反逆は正しい 自由についての討論』ガヴィ/ヴィクトール共著、鈴木道彦、海老坂武、山本顕一訳　人文書院 1975
- 『サルトル-自身を語る』海老坂武訳 人文書院 1977 - ドキュメント映画「サルトル-自身を語る」のテキスト完訳版
- 『家の馬鹿息子 ギュスターヴ・フローベール論 (1821年より1857年まで)』人文書院（全5巻）

平井啓之、海老坂武、鈴木道彦、蓮實重彦、澤田直ほか訳。1巻 1982・2巻 1989・3巻 2006・4巻 2015・5巻 2021
- 『マラルメ論』平井啓之、渡辺守章訳 中央公論社 1983／ちくま学芸文庫 1999
- 『シナリオ　フロイト』西永良成訳 人文書院 1987
- 『嘔吐　改訳新装』白井浩司訳 人文書院 1994
  - 『嘔吐　新訳』鈴木道彦訳 人文書院 2010
- 『実存主義とは何か　増補新装』伊吹武彦 ほか訳 人文書院 1996
- 『文学とは何か　改訳新装』加藤周一 海老沢武ほか訳 人文書院 1998
- 『存在と無　現象学的存在論の試み』松浪信三郎訳、人文書院（上下）新版 1999／ちくま学芸文庫（全3巻） 2007-2008
- 『植民地の問題』鈴木道彦、多田道太郎、海老坂武 ほか訳 人文書院 2000。改訳新編
- 『真理と実存』澤田直訳 人文書院 2000
- 『自我の超越　情動論粗描』竹内芳郎訳 人文書院 2000
- 『哲学・言語論集』鈴木道彦、白井健三郎 ほか訳 人文書院 2001
- 『言葉』澤田直訳 人文書院 2006。新訳
- 『自由への道』海老坂武、澤田直訳 岩波文庫（全6巻） 2009-2011
- 『主体性とは何か？』澤田直、水野浩二訳 白水社 2015。講演録
- 『いまこそ、希望を』海老坂武訳 光文社古典新訳文庫 2019

ベニイ・レヴィとの討議集（1980年に朝日ジャーナルに掲載された「いま、希望とは」を改訳）
- 『イマジネール　想像力の現象学的心理学』澤田直・水野浩二訳 講談社学術文庫 2020
- 『アルトナの幽閉者』岩切正一郎訳 閏月社 2025。後期戯曲

著作以外
- 『別れの儀式』（シモーヌ・ド・ボーヴォワール、朝吹三吉、二宮フサ、海老坂武訳、人文書院） 1984

ボーヴォワールによる1970-1980年のサルトル回想と1974年時のサルトルとの対話
- 『女たちへの手紙 1926年～1939年 サルトル書簡集1』朝吹三吉、二宮フサ、海老坂武訳 人文書院 1985
- 『ボーヴォワールへの手紙 サルトル書簡集2』二宮フサ、西永良成、海老坂武訳 人文書院 1988
- 『奇妙な戦争 戦中日記 Novembre1939-Mars1940』海老坂武、石崎晴己、西永良成訳 人文書院 1985
- 『敗走と捕虜のサルトル　戯曲『バリオナ』「敗走・捕虜日記」「マチューの日記」』石崎晴己編訳・解説 藤原書店 2018。日記の続編
- 『サルトル/メルロ=ポンティ往復書簡 決裂の証言』菅野盾樹訳 みすず書房 2000

## 関連書籍
- 『図解雑学 サルトル』永野潤 ナツメ社 2003
- 『NHKテレビテキスト 100分de名著 サルトル 実存主義とは何か』海老坂武 NHK出版 2015